# …kone na betóne
… kone na betóne (angl. … Crying for the Moon) je volné pokračování filmu Pásla kone na betóne.
Tragikomický příběh zachycuje Johanin nový vztah s podnikatelem Jankom Kvašným a nezdařené manželství její dcery Pavlíny.

## Základní údaje
- Režie: Stanislav Párnický
- Architekt: Miloš Pietor ml.
- Návrhy kostýmů: Tatiana Kovačevičová
- Střih: Eduard Klenovský
- Vedoucí výroby: Ľuboš Zátka
- Exteriéry: Okružná, Zemplínská šírava, Prešov
- Premiéra v ČR: 28. dubna 1995

## Obsazení
| Emilia Zimková    | Johanka |
| Vladimír Kratina  | Janko   |
| Ľubomír Paulovič  | Štefan  |
| Michaela Čobejová | Pavlína |